# エラ・パンフィロワ
エラ・アレクサンドロヴナ・パンフィロワ（露: Элла Александровна Памфилова、英: Ella Aleksandrovna Pamfilova、1953年9月12日 - ）は、ソビエト連邦およびロシアの政治家、人権活動家である。
ロシア連邦中央選挙管理委員会委員長（在任期間 : 2016年 - ）。ロシア連邦人権オンブズパーソン（在任期間 : 2014年 - 2016年）。ロシア・ソビエト連邦社会主義共和国およびロシア連邦の社会保障大臣（在任期間 : 1991年 - 1994年）。女性としてはロシア史上初めて大統領に立候補した人物でもある。祖国功労勲章や友好勲章、名誉勲章をはじめ多くの勲章を受章している。
旧姓はレコムツェワ（露: Лекомцева）。「エラ」は「エーラ」「エッラ」とも表記され、「パンフィロワ」は「パムフィーロワ」「パムフィロヴァ」「パムフィロワ」「パンフィーロワ」「パンフィロヴァ」とも表記される。

## 経歴
1953年9月12日、ソビエト連邦のウズベク・ソビエト社会主義共和国（現在のウズベキスタン共和国）のタシュケント州・アルマリクの南部で労働者階級の家庭に生まれる。両親は、鉱業冶金コンビナートの建設工事に従事しており、この仕事に多くの時間を費やさなければならなかった。そのため、幼少期のエラの養育に主に当たったのは、裕福な農民であり職人でもある父方の祖父であった。エラは彼から銃の使い方や魚釣りの方法を教わった。エラは活発な性格で、祖父が庭の木に設けた小屋で友達と一緒に何時間も遊んだ。またよく庭で読書をした。
学校での成績は優秀で、理解の遅れている生徒に教えてあげることもあった。1970年、高校を首席で卒業する。エラは、モスクワ大学のジャーナリズム学部に入学することを望んでいたが、コムソモールの寄付金を支払っていなかったことなどを理由に大学側から入学を拒否された。1976年、モスクワ発電工学研究所を電子工学の学位を取得し卒業する。同年、同研究所の級友と結婚する。
1976年から1986年にかけて、モスクワにある生産合同体「モスエネルゴ」の中央修理・機械工場に電子機器の修理工およびプロセスエンジニアとして勤務する。1977年、娘が誕生する。1986年から1989年にかけて、同工場の職長および労働組合委員会会長を務める。1985年4月から1990年7月23日にかけて、ソビエト連邦共産党に所属する。1989年、労働組合の枠からソビエト連邦の人民代議員に選出される。同年5月から10月にかけて、地域間代議員グループに所属する。
1991年、ソビエト連邦人民代議員大会の信任状委員会のメンバーとなる。1991年12月から1992年12月にかけて、ロシア連邦政府のもとに組織された、世界規模の人道的・技術的支援に関する評議会の初代副議長を務める。1991年11月15日、ボリス・エリツィンに指名されてロシア・ソビエト連邦社会主義共和国およびロシア連邦の社会保障大臣（現在の労働社会保障大臣）に就任する。1992年12月、エリツィンがエゴール・ガイダルを首相代行の職から解任したことを受けて、同月18日にエラは同相を辞任する旨の辞表を提出するが、エリツィンはこれを拒否した。エラは1994年3月2日まで同相を務める。1993年、離婚する。
1993年12月12日、カルーガ州のカルーガ選挙区から下院議員に選出され、ガイダルが率いる政治ブロック「ロシアの選択」に所属する。1994年1月から1994年5月にかけて、下院の労働・社会政策委員会の委員を務める。1994年5月から1995年7月にかけて、ロシア連邦大統領付属社会政策評議会の議長を務める。1995年から2000年にかけて、ロシア連邦大統領付属障害者問題評議会の会員を務める。1995年、選挙ブロック「パンフィロワ＝ルィセンコ＝グローフ・ブロック」（露: блок «Памфилова - Гуров - Лысенко»）のメンバーを務める。
1996年、政治運動グループ “За здоровую Россию”（英: “For a Healthy Russia”）の長となる。1996年1月から3月にかけて、下院の女性・家族・青年問題評議会の副議長を務める。1998年、政治運動グループ「市民の尊厳のために」（露: «За гражданское достоинство»）の長に選出される。2000年2月、ロシア大統領選挙に立候補する。エラはロシア史上初めて大統領に立候補した女性となった。同年3月26日に行われた選挙で758,967票を獲得し、得票率は1.01パーセントで、候補者11名の中で7位となった。
2001年3月、「市民の尊厳のために」を「市民の尊厳」に改名し、2014年3月29日までこのグループの長を務める。2002年から2010年にかけて、全ロシアの公的協会の連合体 “Гражданское общество – детям России”（英: “Civil Society - for Children of Russia”）の長を務める。2002年7月12日、ウラジーミル・プーチンの命令により、ロシア連邦大統領付属人権評議会の議長に就任する。2004年11月6日、同評議会がロシア連邦大統領付属市民社会発展・人権問題評議会に改組され、エラが同評議会の議長を2010年7月31日まで務める。
2014年3月18日、ウラジーミル・ルキンに代わってロシア連邦人権オンブズパーソンに就任し、2016年3月25日まで同職を務める。2016年3月3日、プーチンの命令により、ロシア連邦中央選挙管理委員会の委員に就任する。同月28日、ウラジーミル・チューロフの後を継いで同委員会の委員長に就任する。

## 受章・栄誉
- 2003年 - 祖国功労勲章（英語版）四等[32]
- 2006年 - 「祖国に対する功労」メダル（ロシア語版、英語版）一等[4]
- 2006年 - レジオンドヌール勲章シュヴァリエ（フランス）[4][33]
- 2008年 - ロシア連邦大統領名誉証書（ロシア語版、英語版）[34]
- 2010年 - 名誉勲章（ロシア語版、英語版）[34]
- 2014年 - 友好勲章（ロシア語版、英語版）[33]
- 2018年 - 祖国功労勲章（英語版）三等[34]
- 2020年 - 友好勲章（ロシア語版、英語版）二等（カザフスタン）[35][32]
- 「チェチェン共和国に対する功労」メダル (Медаль «За заслуги перед Чеченской Республикой»)[36]
- アレクサンドル・ネフスキー勲章（ロシア語版）（ロシア）[32]